# Michelup a motocykl
Michelup a motocykl je román z roku 1935 od známého českého prozaika Karla Poláčka.
Hlavní postavou je obyčejný měšťan Michelup, který žije klasickým způsobem, jeho zvláštní slabostí je ale koupě čehokoli ve slevě. Jeho dům je přecpaný všemi možnými věcmi, které pořídil jen proto, že byly za výhodnou cenu. Přitom je úplně jedno, jestli dotyčný předmět potřebuje či nikoliv. Z jeho domu se pomalu, ale jistě stává skladiště. Největší trable však přicházejí s koupí motocyklu, na kterém celý příběh stojí.

## Děj
Michelup po návštěvě v Americe zavítá do lázní spolu s rodinami Kafkových a Hájkových. Zde velmi levně pořídí motocykl po zemřelém synovi zelinářky. Michelup však neumí řídit a svůj nový majetek musí dostat domů. Navíc se s novým přírůstkem pojí i mnoho dalších nákladů, např. doprava stroje na nádraží nebo platba stěhovákům, aby mu jej dopravili do domu (nebude přece platit za garáž).
Michelup brzy motocykl začne nesnášet, zabírá mu místo v bytě, nemá ho jak využít a vidí jej jako předmět, který začíná rozvracet rodinu. Tyto události zapříčiní změnu jeho chování, je nevrlý a hádá se dokonce i s manželkou, kterou měl dříve tak rád. I jeho přátelé se od něj začínají odvracet a on vidí jediné řešení v prodání toho prokletého motocyklu. Veškeré jeho snahy o prodej ale končí mizerně, hlavně proto, že nikomu nechce dovolit si motocykl vyzkoušet (musel by ho vynést z domu). S prvním zájemcem se pohádá o ceně. Michelup chce hotové peníze a zájemce mu nabídne pouze protiúčet. S druhým zájemcem se setká v luxusním baru, ten ho však podvede, o koupi zájem nemá a Michelup navíc musí zaplatit útratu i za něj.
Tohle všechno způsobí ještě větší proměnu osobnosti, hlavní hrdina ztrácí veškeré naděje, ani v práci již nedosahuje takových výsledků jako dříve. Rozhodne se, že když už ten stroj má, nějak ho i využije, a proto si najme řidiče, mladého hocha, kterého později kvůli problémům vyhodí a opět shání nového. Po všech nesnázích a trablech nadejde konečně okamžik, kdy se pekelného stroje "nešťastnou" náhodou zbaví. Při rychlé jízdě dojde k nehodě, kdy se motocykl srazí s drahým vozem ředitele Hartenegga. Nikomu se nic nestalo, ale stroj je zničen. Ředitel pozná svého starého řidiče Ludvíka (nyní ve službách Michelupa) a s radostí ho přijme zpět, navíc kvůli možné nechtěné publicitě a bohatě odškodní Michelupa. Tím se jeho život vrací do starých kolejí, s tím rozdílem, že další dovolenou pro jistotu zůstane doma.